# Rezolucja Rady Bezpieczeństwa ONZ nr 1681
Rezolucja Rady Bezpieczeństwa ONZ nr 1681 została uchwalona 31 maja 2006 podczas 5450. posiedzenia Rady.
Rezolucja m.in. przedłuża mandat Misji ONZ w Etiopii i Erytrei (UNMEE) do 30 września 2006, nakazuje stronom zastosować się do rezolucji RB ONZ nr 1640 i jednocześnie podnosi dopuszczalny limit liczebności wojsk misji do 2300 żołnierzy, w tym 230 obserwatorów wojskowych, a także nakazuje stronom zapewnienie tym wojskom potrzebnej ochrony i wsparcia.